# Dragarino
Dragarino (makedonska: Драгарино) är en ort i Nordmakedonien. Den ligger i den sydvästra delen av landet, 100 kilometer söder om huvudstaden Skopje. Dragarino ligger 646 meter över havet och antalet invånare är 148.